# Коган, Валентин Маркович
Валентин Маркович Коган (2 июля 1925, Архангельск — 23 января 2006, Москва) — советский и российский архитектор, лауреат премии Совета Министров СССР и Государственной премии РФ.

## Биография
Родился в Архангельске, в ссылке. В 1927 году семья переехала в Москву. С осени 1941 года в эвакуации в Куйбышеве, занимался в студии В. П. Ефанова. В 1942 году курсант 3 Куйбышевского военно-пехотного училища, с января 1943 по май 1945 года воевал на Карельском, 3 и 2 Украинском фронте рядовым (разведчик-наблюдатель). Награждён медалью «За отвагу» и орденом Славы. Воевал в Карелии, в Чехословакии, Польше, Венгрии, Румынии. Войну закончил в Праге, до 1950 года оставался в составе советских войск в Вене. В 1951 году поступил в МАРХИ, окончил в 1957 году.
С 1958 года по октябрь 1959 года работал архитектором, а затем старшим архитектором в «Гипромолоко». С октября 1959 года по апрель 1962 года работал старшим архитектором на промышленном отделении НИИЭПа, а затем в ЦНИИпромзданий АсиА в отделе универсальных зданий для предприятий химической промышленности. С 1962 года и до последнего дня работал в ГИПРОНИИ АН СССР, руководил 10 мастерской с 1970? года.
С 11 августа 1972 года по 3 сентября 1972 года был призван как офицер запаса, имеющий боевой опыт, на тушение пожаров на востоке Подмосковья в районе г. Ногинска, руководил подразделением из 50 чел. Спроектировал и построил деревянный мост, по которому могла пройти тяжелая техника.

## Участие в проектах
- Научный центр биологических исследований АН СССР, г. Пущино (архитекторы Ю.Платонов, С. Бурицкий, В. Коган, Е. Архипов, В Воронежский и др.);
- Институт белка, г. Пущино;
- Комплекс гостиницы и ресторана, г. Пущино (архитекторы Е. Архипов, В. Коган, Э. Якобсон, Л. Крупская);
- Коган В.М.Палеонтологический музей института Палеонтологии им. Ю. А. Орлова в Узком, г. Москва (архитекторы Платонов Ю. П., Коган В. М., Нагих В. П., Яковенко Л. А.);
- Гостиница ПущиноВсесоюзный институт научной и технической информации ГКНТ и АН СССР (ВИНИТИ), г. Москва (архитекторы В.Коган, А. Саяпин, А. Старынкевич);
- Институт Белка ПущиноГосударственная публичная и научно-техническая библиотека СССР (ГПНТБ), г. Москва (архитекторы Ю. Платонов, В. Коган, Н. Семенцов, А. Старынкевич);
- Палеонтологический музей, входная частьЖилой дом на ул. архитектора Власова, г. Москва;
- Фундаментальная библиотека АН Латвийской ССР, г. Рига - ныне Академическая библиотека Латвийского университета (архитекторы В. Коган, А. Саяпин, Г. Асарис, Е. Ольшанский, Э. Пучин, В. Смирнов);
- Мироновский НИИ селекции и семеноводства пшеницы, станция искусственного климата (1971-78 гг);
- Комплекс зданий Крымской геофизической обсерватории института геофизики АН УССР, г. Симферополь (архитекторы В. Коган, А. Федорова, Н. Анохина);
- Институт высоких температур АН СССР (ИВТАН), г. Москва;
- Часовня св. Льва на ул. Островитянова, г. Москва.

## Научные труды и изобретения
На правах рукописи в библиотеке МАРХИ
- Ордер и рельеф в архитектуре Армении
- Пропорции в архитектуре Армении

## Награды
- 13.08.1946 — Орден Славы 3 степени[1]
- 13.08.1946 — Медаль « За отвагу»[2]01.04.1946 — Медаль « За победу над Германией»
- 29.01.1949 — Медаль « 30 лет Советской Армии и Флота»
- 03/08/1976 — Лауреат Премии Совета Министров СССР. Постановление № 4756
- 07/12/1993 — Лауреат Государственной премии РФ (за Палеонтологический музей им. Ю. А. Орлова Палеонтологического музея РАН, в составе коллектива архитекторов и скульпторов)[3].